# 10ª etapa del Giro de Italia 2017
La 10ª etapa del Giro de Italia 2017 tuvo lugar el 16 de mayo de 2017 entre Foligno y Montefalco sobre un recorrido de 39,8 km siendo la primera contrarreloj del Giro.

## Clasificación de la etapa
La clasificación de la etapa fue la siguiente:
| \| Clasificación de la etapa \| Clasificación de la etapa \| Clasificación de la etapa \| Clasificación de la etapa \| Clasificación de la etapa \| \| Ciclista \| Ciclista \| Equipo \| Tiempo \| \| \| ------------------------- \| ------------------------- \| ------------------------- \| ------------------------- \| ------------------------- \| \| 1.º \| Tom Dumoulin \| Team Sunweb \| 50 min 37 s \| \| \| 2.º \| Geraint Thomas \| Team Sky \| + 49 s \| \| \| 3.º \| Bob Jungels \| Quick-Step Floors \| + 56 s \| \| \| 4.º \| Luis León Sánchez \| Astana \| + 1 min 40 s \| \| \| 5.º \| Vasil Kiryienka \| Team Sky \| + 2 min 00 s \| \| \| 6.º \| Vincenzo Nibali \| Bahrain-Merida \| + 2 min 07 s \| \| \| 7.º \| Maxime Monfort \| Lotto-Soudal \| + 2 min 13 s \| \| \| 8.º \| Jos van Emden \| LottoNL-Jumbo \| + 2 min 15 s \| \| \| 9.º \| Andrey Amador \| Movistar Team \| + 2 min 16 s \| \| \| 10.º \| Bauke Mollema \| Trek-Segafredo \| + 2 min 17 s \| \| |                   |                   |              |
| |                   |                   |              |
| Fuente: ProCyclingStats |                   |                   |              |
| Clasificación de la etapa |                   |                   |              |
| Ciclista | Ciclista          | Equipo            | Tiempo       |
| 1.º | Tom Dumoulin      | Team Sunweb       | 50 min 37 s  |
| 2.º | Geraint Thomas    | Team Sky          | + 49 s       |
| 3.º | Bob Jungels       | Quick-Step Floors | + 56 s       |
| 4.º | Luis León Sánchez | Astana            | + 1 min 40 s |
| 5.º | Vasil Kiryienka   | Team Sky          | + 2 min 00 s |
| 6.º | Vincenzo Nibali   | Bahrain-Merida    | + 2 min 07 s |
| 7.º | Maxime Monfort    | Lotto-Soudal      | + 2 min 13 s |
| 8.º | Jos van Emden     | LottoNL-Jumbo     | + 2 min 15 s |
| 9.º | Andrey Amador     | Movistar Team     | + 2 min 16 s |
| 10.º | Bauke Mollema     | Trek-Segafredo    | + 2 min 17 s |

## Clasificaciones al final de la etapa
La clasificación general tras finalizar la etapa fue la siguiente:

### Clasificación general
| \| Clasificación general \| Clasificación general \| Clasificación general \| Clasificación general \| Clasificación general \| \| Ciclista \| Ciclista \| Equipo \| Tiempo \| \| \| --------------------- \| --------------------- \| --------------------- \| --------------------- \| --------------------- \| \| 1.º \| Tom Dumoulin \| Team Sunweb \| 42 h 57 min 16 s \| \| \| 2.º \| Nairo Quintana \| Movistar Team \| + 2 min 23 s \| \| \| 3.º \| Bauke Mollema \| Trek-Segafredo \| + 2 min 38 s \| \| \| 4.º \| Thibaut Pinot \| FDJ \| + 2 min 40 s \| \| \| 5.º \| Vincenzo Nibali \| Bahrain-Merida \| + 2 min 47 s \| \| \| 6.º \| Bob Jungels \| Quick-Step Floors \| + 3 min 56 s \| \| \| 7.º \| Domenico Pozzovivo \| AG2R La Mondiale \| + 4 min 05 s \| \| \| 8.º \| Ilnur Zakarin \| Katusha-Alpecin \| + 4 min 17 s \| \| \| 9.º \| Andrey Amador \| Movistar Team \| + 4 min 39 s \| \| \| 10.º \| Steven Kruijswijk \| LottoNL-Jumbo \| + 5 min 19 s \| \| |                    |                   |                  |
| |                    |                   |                  |
| Fuente: ProCyclingStats |                    |                   |                  |
| Clasificación general |                    |                   |                  |
| Ciclista | Ciclista           | Equipo            | Tiempo           |
| 1.º | Tom Dumoulin       | Team Sunweb       | 42 h 57 min 16 s |
| 2.º | Nairo Quintana     | Movistar Team     | + 2 min 23 s     |
| 3.º | Bauke Mollema      | Trek-Segafredo    | + 2 min 38 s     |
| 4.º | Thibaut Pinot      | FDJ               | + 2 min 40 s     |
| 5.º | Vincenzo Nibali    | Bahrain-Merida    | + 2 min 47 s     |
| 6.º | Bob Jungels        | Quick-Step Floors | + 3 min 56 s     |
| 7.º | Domenico Pozzovivo | AG2R La Mondiale  | + 4 min 05 s     |
| 8.º | Ilnur Zakarin      | Katusha-Alpecin   | + 4 min 17 s     |
| 9.º | Andrey Amador      | Movistar Team     | + 4 min 39 s     |
| 10.º | Steven Kruijswijk  | LottoNL-Jumbo     | + 5 min 19 s     |

### Clasificación por puntos
| Clasificación por puntos | Clasificación por puntos | Clasificación por puntos      | Clasificación por puntos | Clasificación por puntos |
| Ciclista                 | Ciclista                 | Equipo                        | Puntos                   |                          |
| ------------------------ | ------------------------ | ----------------------------- | ------------------------ | ------------------------ |
| 1.º                      | Fernando Gaviria         | Quick-Step Floors             | 191 pts                  |                          |
| 2.º                      | Jasper Stuyven           | Trek-Segafredo                | 160 pts                  |                          |
| 3.º                      | André Greipel            | Lotto-Soudal                  | 129 pts                  |                          |
| 4.º                      | Caleb Ewan               | Orica-Scott                   | 100 pts                  |                          |
| 5.º                      | Lukas Pöstlberger        | Bora-Hansgrohe                | 98 pts                   |                          |
| 6.º                      | Daniel Teklehaimanot     | Dimension Data                | 78 pts                   |                          |
| 7.º                      | Kristian Sbaragli        | Dimension Data                | 76 pts                   |                          |
| 8.º                      | Silvan Dillier           | BMC Racing Team               | 68 pts                   |                          |
| 9.º                      | Eugert Zhupa             | Wilier Triestina-Selle Italia | 60 pts                   |                          |
| 10.º                     | Sam Bennett              | Bora-Hansgrohe                | 57 pts                   |                          |

### Clasificaciones por equipos

#### Clasificación por tiempo
| Clasificación por equipos | Clasificación por equipos | Clasificación por equipos | Clasificación por equipos |
| Equipo                    | Equipo                    | Tiempo                    |                           |
| ------------------------- | ------------------------- | ------------------------- | ------------------------- |
| 1.º                       | Movistar Team             | 129 h 07 min 41 s         |                           |
| 2.º                       | Astana                    | + 4 min 31 s              |                           |
| 3.º                       | UAE Team Emirates         | + 10 min 34 s             |                           |
| 4.º                       | Cannondale-Drapac         | + 17 min 18 s             |                           |
| 5.º                       | FDJ                       | + 18 min 11 s             |                           |
| 6.º                       | Team Sunweb               | + 18 min 14 s             |                           |
| 7.º                       | Bahrain-Merida            | + 18 min 38 s             |                           |
| 8.º                       | AG2R La Mondiale          | + 21 min 30 s             |                           |
| 9.º                       | BMC Racing Team           | + 24 min 53 s             |                           |
| 10.º                      | Trek-Segafredo            | + 29 min 40 s             |                           |

#### Clasificación por puntos
| Clasificación por equipos | Clasificación por equipos | Clasificación por equipos | Clasificación por equipos |
| Equipo                    | Equipo                    | Puntos                    |                           |
| ------------------------- | ------------------------- | ------------------------- | ------------------------- |
| 1.º                       | Quick-Step Floors         | 258 pts                   |                           |
| 2.º                       | Trek-Segafredo            | 202 pts                   |                           |
| 3.º                       | Bora-Hansgrohe            | 197 pts                   |                           |
| 4.º                       | Dimension Data            | 155 pts                   |                           |
| 5.º                       | UAE Team Emirates         | 151 pts                   |                           |
| 6.º                       | Team Sunweb               | 137 pts                   |                           |
| 7.º                       | Orica-Scott               | 135 pts                   |                           |
| 8.º                       | Lotto-Soudal              | 130 pts                   |                           |
| 9.º                       | Movistar Team             | 124 pts                   |                           |
| 10.º                      | Bahrain-Merida            | 106 pts                   |                           |